# 魯佩亞
魯佩亞是羅馬尼亞的城鎮，位於該國中部，距離首府布拉索夫52公里，由布拉索夫縣負責管轄，面積74.87平方公里，海拔高度461米，2009年人口5,689，大多數居民信奉東正教。